# Michael Petry (Fußballspieler)
Michael Petry (* 31. August 1976 in Ludwigshafen am Rhein) ist ein deutscher Fußballtrainer und ehemaliger -spieler.

## Karriere

### Spieler
Petry begann in seiner Heimatstadt mit dem Fußballspielen. 1999 wechselte er zum VfR Mannheim. Nach zwei Jahren und guten Leistungen ging er zum SSV Jahn Regensburg. Dort spielte er im DFB-Pokal 2001/02 gegen Bayer 04 Leverkusen in der 1. Runde und unterlag der Werkself mit 0:3. Nach nur einer Saison und acht Toren in 30 Spielen wechselte er zu den Kickers in Offenbach. In der Spielzeit 2002/03 erreichte Offenbach die 2. Runde des DFB-Pokal 2003/04. Man schlug in der 1. Runde den Karlsruher SC, schied aber dann gegen den 1. FC Nürnberg in der 2. Runde aus. Petry erzielte dort sein erstes DFB-Pokaltor. Im DFB-Pokal 2003/04 schied Petry erneut mit seiner Mannschaft in der 1. Runde aus – diesmal gegen Erzrivale Eintracht Frankfurt, wobei Petry ein Tor erzielen konnte.
Im Sommer 2004 schloss er sich erneut Jahn Regensburg an. In 36 Spielen erzielte er nur magere zwei Tore, was seinen Abgang zum SV Sandhausen nach sich zog. Dort konnte er an stärkere Zeiten anknüpfen. Nach zwei Jahren in Regensburg ging er zum 1. FC Saarbrücken. Dort konnte er seine Leistung in der ersten Saison noch bestätigen, brach aber in der zweiten leistungstechnisch ein, sodass die Trennung erfolgte. Er wechselte zu Arminia Ludwigshafen, wo er in mindestens 27 Spielen 14 Tore machte.

### Trainer
Danach wurde er Co-Trainer der zweiten Mannschaft vom 1. FC Saarbrücken, war aber noch als Mittelstürmer im Einsatz. In die Schlagzeilen kam Petry, als er in der 3. Liga die erste Mannschaft von Saarbrücken kurz nach einer Einwechslung zum Sieg schoss. Da viele Stürmer der Saarbrücker ausfielen, wurde der Co-Trainer in die erste Mannschaft geholt. Seinen ersten Cheftrainerposten übernahm er 2015 beim Oberligisten Borussia Neunkirchen. Nach einem Jahr ging er zum Ligakonkurrenten FC Hertha Wiesbach.